# 면 (봉상)
면(免, ? ~ ?)은 전한 초기의 관료이다. ‘면’은 이름자로, 성씨는 알 수 없다. 왕선겸(王先謙)은 문제 때의 거기장군 영면과 동일인물로 추정하였다.

## 행적
혜제 7년(기원전 188), 봉상에 임명되었다.

## 출전
- 반고, 《한서》 권19하 백관공경표(百官公卿表) 下

| 전임 숙손통 | 전한의 봉상 기원전 188년 ~ 기원전 181년? | 후임 근 |